# Cupido melania
Cupido melania är en fjärilsart som beskrevs av Otto Staudinger 1886. Cupido melania ingår i släktet Cupido och familjen juvelvingar. Inga underarter finns listade i Catalogue of Life.